# Волосы Вероники
Во́лосы Верони́ки (лат. Coma Berenices) — созвездие северного полушария неба. Занимает на небе площадь в 386,5 квадратного градуса и содержит 64 звезды, видимые невооружённым глазом, из них ярче 6m — 50. В этом созвездии лежит северный полюс Галактики и видны тысячи галактик и сотни их скоплений.

## Звёзды
В этом созвездии нет ярких звёзд, самая яркая — β Волос Вероники — имеет звёздную величину 4,26m. Взглянув на неё, можно получить представление о том, как выглядит Солнце с расстояния 27 световых лет.
Вторая по яркости звезда носит название Диадема (α Волос Вероники) и имеет звёздную величину 4,32m. Это двойная звезда, предположительно, затменно-переменная, чьи компоненты имеют почти одинаковую звёздную величину. Диадема — единственная звезда в созвездии, имеющая название.

## Примечательные объекты
- В Волосах Вероники находится звёздное скопление Mel 111 (Мелотт 111). Это крупное рассеянное скопление звёзд от 5-й до 10-й звёздной величины. Скопление занимает на небе область диаметром около 5°, вблизи γ Волос Вероники. Расстояние до него — примерно 270 световых лет.
- В этом созвездии расположен Северный полюс Галактики, прямое восхождение = 12h 51m, склонение = +27° 07′ (ближайшая видимая невооружённым глазом звезда — 31 Волос Вероники).
- В Волосах Вероники наблюдается очень далёкое (370 млн световых лет) и богатое скопление галактик Волос Вероники, за которым закрепилось название Кома.
- У южной границы созвездия начинается крупное скопление галактик Девы, удалённое от нас «всего» на 42 млн световых лет и потому имеющее большой угловой диаметр (около 16 градусов). Это скопление содержит более 3000 галактик, среди которых несколько спиральных: сильно наклонённая к лучу зрения M 98, наблюдаемая почти плашмя М 99, крупные спирали М 88 и М 100.
- Небольшой телескоп позволит увидеть в этом созвездии близкие шаровые звёздные скопления М 53 и NGC 5053, а также галактику Чёрный Глаз (М 64) с огромным тёмным пылевым облаком вокруг ядра.

## Происхождение названия

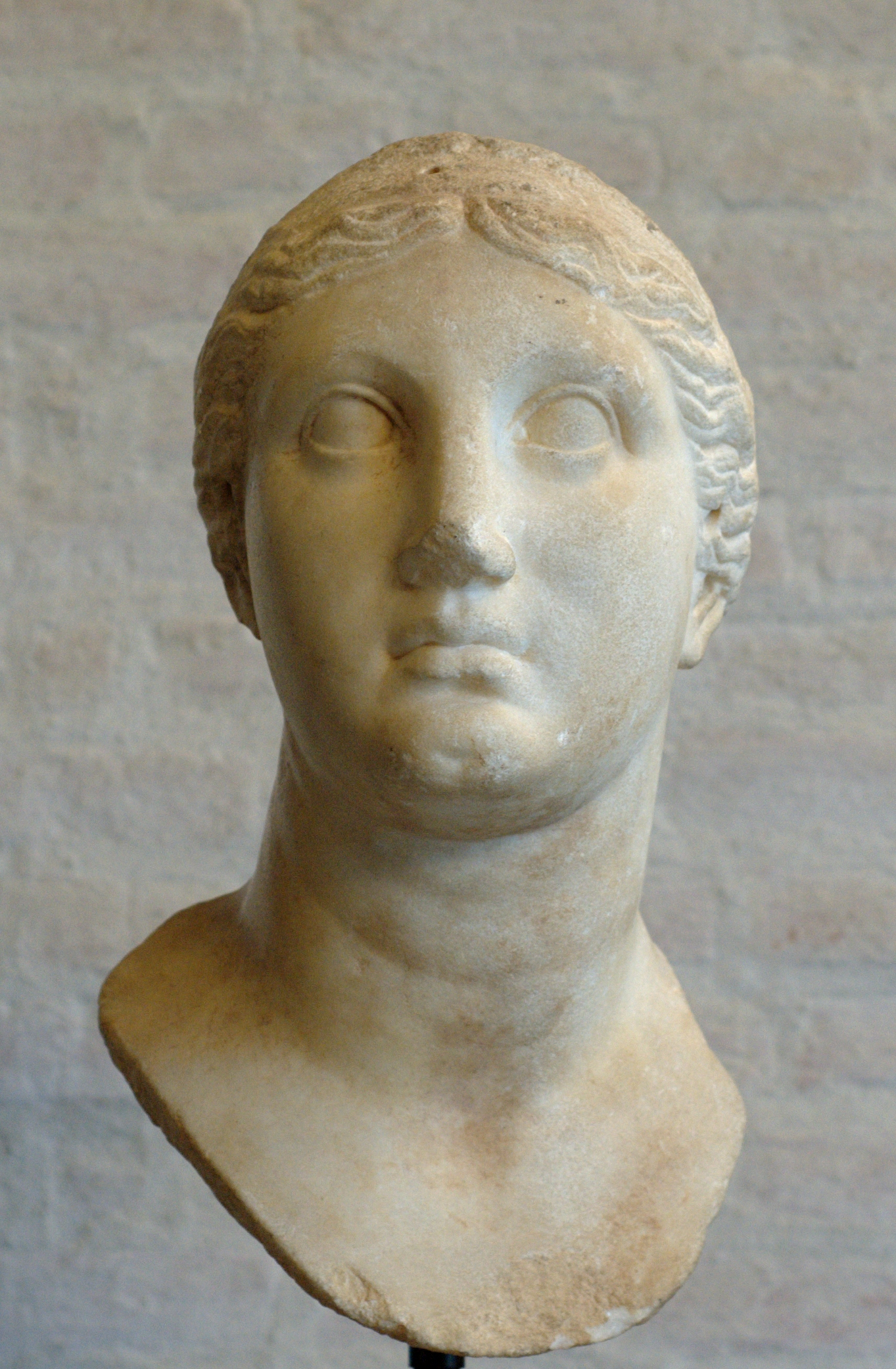
Береника II

Эта небольшая и тусклая группа звёзд во времена древних греков считалась астеризмом. Его относили к созвездиям Льва («Кисточка» на хвосте), Девы («Кадуцей» Гермеса) или Волопаса («Сноп Пшеницы»).
По преданию (Каллимах, «Коса Береники») своим названием это созвездие обязано Беренике (Веронике) — жене египетского царя Птолемея III Эвергета (III в. до н. э.), которая отрезала свои прекрасные волосы и поместила их в храме Афродиты в благодарность богине за победу над государством Селевкидов, дарованную её мужу. На следующий день жрец-астроном Конон сообщил царской чете, что жертва была принята и он наблюдал ночью новые звёзды.
Тем не менее Волосы Вероники продолжали считаться астеризмом. Эратосфен использовал для них название «Волосы Ариадны» и «Волосы Вероники». Птолемей в Альмагесте относит их под названием «Локон» к созвездию Льва.

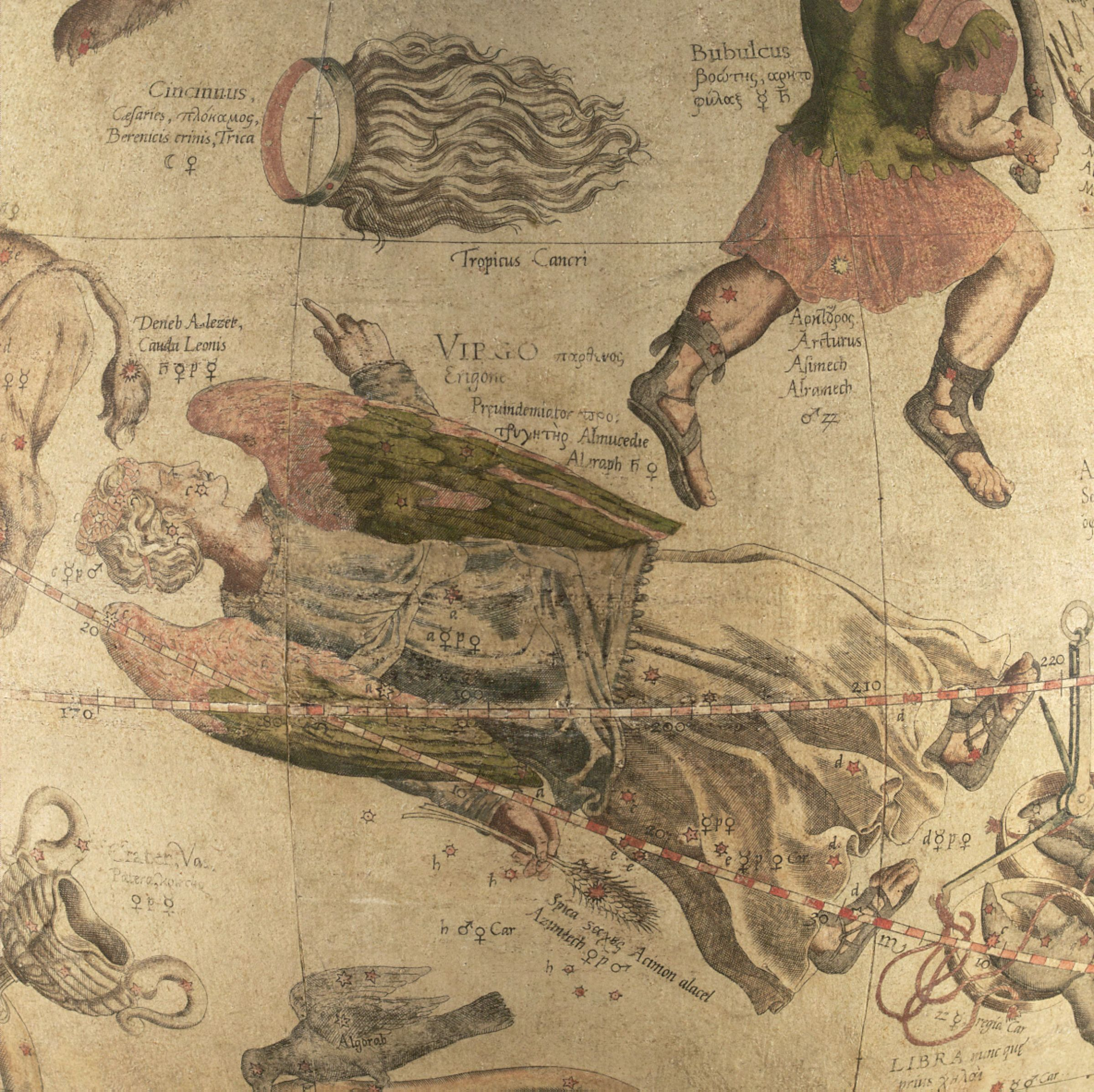
Созвездия на небесном глобусе 1551 года картографа Меркатора. Созвездие Волосы Вероники — в верхнем левом углу

Каспар Вопеллий впервые показал в 1536 году эту группу звёзд древнего астеризма созвездия Льва как новое созвездие Волосы Вероники. Постепенно изображение Волос Вероники начинает регулярно под тем или иным названием появляться на астрономических картах с начала XVI века. Но лишь в 1602 г. это созвездие было официально включено в каталог Тихо Браге.

## Поиск на небе
Наиболее благоприятные условия видимости — в марте—апреле.
Созвездие расположено между α Волопаса (Арктур) и β Льва (Денебола), двумя яркими звёздами весеннего треугольника. В безлунную ночь невооружённым глазом в этом регионе можно увидеть группу слабых звёзд — созвездие Волосы Вероники.